# XVIII millennio a.C.
Il XVIII millennio a.C. inizia il 1º gennaio dell'anno 18000 a.C. e termina il 31 dicembre dell'anno 17001 a.C. incluso.

## Avvenimenti
- Vicino Oriente: Inizio della cultura mesolitica kebariana nel Levante. 
  - Le comunità sono relativamente piccole (dai 40 ai 50 individui) e vivono in caverne. La loro vita nomade diventa limitata al seguito degli spostamenti delle greggi caprine e ovine, all'interno delle quali l'uomo ha imparato a selezionare gli animali da abbattere. La selezione riguarda anche la raccolta intensificata delle leguminose e delle graminacee. A vantaggio di ciò, i primi attrezzi di pietra permettono di frantumare la dura gluma che ricopre i chicchi dei cereali ma l'industria litica si specializza anche sotto altri aspetti: gli attrezzi divengono più piccoli, geometrici e precisi. Ciò permette la caccia verso specie animali di minori dimensioni (gazzelle, ovini e caprini). Le culture di maggior rilevanza si trovano in Palestina (Kebariano) e in Iraq (Zarzi).

## Invenzioni, scoperte, innovazioni
- Spagna, Francia: Fine della tecnica litica Gravettiana In Europa Occidentale (27-18.000 a.C.)
- Francia: Realizzazione della Venere di Laussel,scolpita in un bassorilievo e dipinta di ocra rossa, e scoperta da G. Lalanne, un medico, nel 1911. È conservata nel Museo d'Aquitania, a Bordeaux, Francia. La figura tiene in mano un corno, o una cornucopia, nella quale sono incise 13 tacche. Secondo alcuni ricercatori questo può simboleggiare il numero di lune o il numero di cicli mestruali in un anno.[1] Ha la mano sull'addome (o grembo), con grandi seni e vulva. Vi è una "Y" sulla sua coscia e il suo volto è rivolto verso il corno.
- Vicino Oriente: Sviluppo delle industrie leptolitiche e disponibilità di strumenti in pietra relativamente leggeri.